# Barletta Calcio Sport 1990-1991
Questa voce raccoglie le informazioni riguardanti il Barletta Calcio Sport nelle competizioni ufficiali della stagione 1990-1991.

## Stagione
Nella stagione 1990-1991 il Barletta Calcio Sport per la quarta volta di fila affronta il campionato di Serie B, ma non riesce a ottenere la quarta salvezza ed a mantenere la categoria. Con 28 punti si piazza in ultima posizione, dopo aver disputato un girone di andata discreto, concluso con 18 punti a metà classifica, e con sette squadre alle spalle, ha fatto seguito un girone discendente deludente, con solo 10 punti incamerati e conseguente retrocessione in Serie C1, con Triestina, Reggina e Salernitana. A nulla è servito il cambio allenatore, con il passaggio da Salvatore Esposito a Roberto Clagluna, avvenuto dopo il roboante crollo (1-5) con il Verona a metà marzo. Con 9 reti messe a segno Andrea Pistella è stato il più prolifico dei giocatori biancorossi. In Coppa Italia il Barletta si ferma nel primo turno eliminatorio, al blitz di Cosenza, con vittoria (0-1) ha fatto seguito nel ritorno la sconfitta (0-3) dopo i tempi supplementari.

## Divise e sponsor
Lo sponsor tecnico per la stagione 1990-1991 è ABM mentre lo sponsor ufficiale è Olivoro Ribatti.

## Organigramma societario
Area direttiva
- Amministratore unico: Stefano Laera
- Direttore amministrativo: Stefano Di Cosola

Area organizzativa
- Segretario generale: Piero Doronzo

Area tecnica
- Direttore sportivo: Domenico Gambetti
- Allenatore: Salvatore Esposito (fino al 16/03/1991), Roberto Clagluna (dal 17/03/1991)
- Allenatore in 2^: Marco Rossinelli

Area sanitaria
- Medico sociale: Vito Lattanzio
- Massaggiatore: Sebastiano Lavecchia

## Rosa

Stemma Barletta Calcio Sport

| N. |                   | Ruolo | Calciatore          |
| -- | ----------------- | ----- | ------------------- |
|    | Italia (bandiera) | P     | Giuseppe Borgia     |
|    | Italia (bandiera) | P     | Antonio Bruno       |
|    | Italia (bandiera) | P     | Roberto Di Gennaro  |
|    | Italia (bandiera) | P     | Alessandro Misefori |
|    | Italia (bandiera) | D     | Giuseppe Antonaccio |
|    | Italia (bandiera) | D     | Giampaolo Colautti  |
|    | Italia (bandiera) | D     | Giuseppe Colombo    |
|    | Italia (bandiera) | D     | Massimiliano Farris |
|    | Italia (bandiera) | D     | Onofrio Fino        |
|    | Italia (bandiera) | D     | Franco Gabrieli     |
|    | Italia (bandiera) | D     | Sergio Lancini      |
|    | Italia (bandiera) | D     | Andrea Rocchigiani  |
|    | Italia (bandiera) | D     | Stefano Sottili     |
|    | Italia (bandiera) | D     | Massimo Tarantino   |
|    | Italia (bandiera) | C     | Davide Bolognesi    |

| N. |                   | Ruolo | Calciatore            |
| -- | ----------------- | ----- | --------------------- |
|    | Italia (bandiera) | C     | Marco Carrara         |
|    | Italia (bandiera) | C     | Andrea Caverzan       |
|    | Italia (bandiera) | C     | Felice Centofanti     |
|    | Italia (bandiera) | C     | Giacomo Ceredi        |
|    | Italia (bandiera) | C     | Odoacre Chierico      |
|    | Italia (bandiera) | C     | Gian Mario Consonni   |
|    | Italia (bandiera) | C     | Massimo Gallaccio     |
|    | Italia (bandiera) | C     | Michele Lanotte       |
|    | Italia (bandiera) | C     | Vincenzo Lanotte      |
|    | Italia (bandiera) | C     | Alessandro Romei      |
|    | Italia (bandiera) | C     | Ferdinando Signorelli |
|    | Italia (bandiera) | C     | Stefano Strappa       |
|    | Italia (bandiera) | A     | Egidio Pirozzi        |
|    | Italia (bandiera) | A     | Andrea Pistella       |

## Risultati

### Serie B

#### Girone di andata
| Arbitro: | Bettin (Padova) |

|                      |           |  |
| Tovalieri 48’ (rig.) | Marcatori |  |

| Barletta 16 settembre 1990, ore 16:00 CEST 2ª giornata | Barletta         | 0 – 0 referto | Ascoli | Stadio Comunale (4.000 spett.)\| Arbitro: \| Cardona (Milano) \| |
| Arbitro:                                               | Cardona (Milano) |               |        |                                                                  |

| Arbitro: | Scaramuzza (Mestre) |

|                                           |           |              |
| Sorbello 8’, 47’ F. Signorelli 45’ (aut.) | Marcatori | 19’ Pistella |

| Arbitro: | Coppetelli (Tivoli) |

|                   |           |  |
| F. Signorelli 54’ | Marcatori |  |

| Verona 7 ottobre 1990, ore 15:00 CET 5ª giornata | Verona          | 0 – 0 referto | Barletta | Stadio Marcantonio Bentegodi (12.180 spett.)\| Arbitro: \| Cesari (Genova) \| |
| Arbitro:                                         | Cesari (Genova) |               |          |                                                                               |

| Arbitro: | Nicchi (Arezzo) |

|             |           |  |
| Sottili 45’ | Marcatori |  |

| Arbitro: | Frigerio (Milano) |

|                              |           |              |
| Bergamaschi 8’ Melchiori 85’ | Marcatori | 37’ Pistella |

| Barletta 28 ottobre 1990, ore 14:30 CET 8ª giornata | Barletta        | 0 – 0 referto | Pescara | Stadio Comunale (5.000 spett.)\| Arbitro: \| Fucci (Salerno) \| |
| Arbitro:                                            | Fucci (Salerno) |               |         |                                                                 |

| Arbitro: | Boemo (Cervignano del Friuli) |

|  |           |                   |
|  | Marcatori | 50’ M. Pellegrini |

| Arbitro: | Chiesa (Ostia Lido) |

|                             |           |                   |
| Pasa 3’ Pecoraro Scanio 65’ | Marcatori | 33’, 60’ Pistella |

| Arbitro: | Mughetti (Cesena) |

|                     |           |  |
| Brunetti 82’ (aut.) | Marcatori |  |

| Arbitro: | Rosica (Roma) |

|                     |           |                                         |
| Neffa 4’ Gualco 34’ | Marcatori | 28’ (rig.) Pistella 32’ (aut.) Marcolin |

| Arbitro: | Felicani (Bologna) |

|  |           |             |
|  | Marcatori | 35’ Sensini |

| Lucca dicembre 1990, ore 14:30 CET 14ª giornata | Lucchese         | 0 – 0 referto | Barletta | Stadio Porta Elisa\| Arbitro: \| Bazzoli (Merano) \| |
| Arbitro:                                        | Bazzoli (Merano) |               |          |                                                      |

| Arbitro: | Monni (Sassari) |

|                     |           |             |
| Antonaccio 59’, 82’ | Marcatori | 77’ Carbone |

| Arbitro: | Fabricatore (Roma) |

|                                                    |           |  |
| Antonaccio 12’ Pistella 56’, 81’ F. Signorelli 90’ | Marcatori |  |

| Arbitro: | Iori (Parma) |

|                    |           |              |
| Marulla 32’ (rig.) | Marcatori | 72’ Gabrieli |

| Arbitro: | Dal Forno (Ivrea) |

|                   |           |               |
| F. Signorelli 27’ | Marcatori | 72’ Albertini |

| Arbitro: | Bruni (Arezzo) |

|                       |           |  |
| Serioli 66’ Rossi 87’ | Marcatori |  |

#### Girone di ritorno
| Arbitro: | Merlino (Torre del Greco) |

|              |           |  |
| Gabrieli 58’ | Marcatori |  |

| Arbitro: | Cardona (Milano) |

|                              |           |  |
| W. Casagrande 4’, 35’ (rig.) | Marcatori |  |

| Arbitro: | Chiesa (Ostia Lido) |

|                                           |           |  |
| Fonte 18’ (aut.) Carrara 49’ Pistella 63’ | Marcatori |  |

| Arbitro: | Fucci (Salerno) |

|                            |           |  |
| Scarafoni 2’ U. Marino 72’ | Marcatori |  |

| Arbitro: | Cesari (Genova) |

|             |           |                                               |
| Carrara 70’ | Marcatori | 45’, 65’ Pusceddu 55’, 86’, 90’ D. Pellegrini |

| Arbitro: | Cornieti (Forlì) |

|                          |           |  |
| Rambaudi 49’ Signori 70’ | Marcatori |  |

| Barletta 17 marzo 1991, ore 15:00 CET 26ª giornata | Barletta            | 0 – 0 referto | Reggiana | Stadio Comunale (5.000 spett.)\| Arbitro: \| Scaramuzza (Mestre) \| |
| Arbitro:                                           | Scaramuzza (Mestre) |               |          |                                                                     |

| Arbitro: | Guidi (Bologna) |

|                                        |           |  |
| Fioretti 49’ Gelsi 61’ Bivi 74’ (rig.) | Marcatori |  |

| Arbitro: | Pairetto (Torino) |

|           |           |  |
| Nitti 47’ | Marcatori |  |

| Barletta 7 aprile 1991, ore 15:00 CEST 29ª giornata | Barletta        | 0 – 0 referto | Salernitana | Stadio Comunale (6.000 spett.)\| Arbitro: \| Bettin (Padova) \| |
| Arbitro:                                            | Bettin (Padova) |               |             |                                                                 |

| Arbitro: | Merlino (Torre del Greco) |

|              |           |               |
| Clementi 23’ | Marcatori | 29’ Gallaccio |

| Arbitro: | Dal Forno (Ivrea) |

|  |           |                  |
|  | Marcatori | 37’ Giandebiaggi |

| Arbitro: | Frigerio (Milano) |

|           |           |  |
| Balbo 65’ | Marcatori |  |

| Arbitro: | Felicani (Bologna) |

|                          |           |  |
| Pistella 73’ Carrara 90’ | Marcatori |  |

| Arbitro: | De Angelis (Civitavecchia) |

|                   |           |  |
| Simonini 45’, 78’ | Marcatori |  |

| Arbitro: | Guidi (Bologna) |

|                              |           |  |
| Protti 8’, 13’ Cambiaghi 77’ | Marcatori |  |

| Arbitro: | Beschin (Legnago) |

|              |           |          |
| Pistella 34’ | Marcatori | 38’ Aimo |

| Arbitro: | Trentalange (Torino) |

|                                                    |           |                                         |
| Galderisi 40’, 53’ (rig.) Benarrivo 67’ Longhi 90’ | Marcatori | 27’ Consonni 33’ Strappa 72’ V. Lanotte |

| Arbitro: | Scaramuzza (Mestre) |

|               |           |           |
| Bolognesi 57’ | Marcatori | 20’ Rossi |

### Coppa Italia

#### Primo Turno
| Arbitro: | Iori (Parma) |

|  |           |               |
|  | Marcatori | 14’ Bolognesi |

| Arbitro: | Bruni (Arezzo) |

|  |           |                                        |
|  | Marcatori | 89’ Marulla 105’ Vivarini 113’ Porfido |

## Statistiche

### Statistiche di squadra
| Competizione | Punti | In casa | In casa | In casa | In casa | In casa | In casa | In trasferta | In trasferta | In trasferta | In trasferta | In trasferta | In trasferta | Totale | Totale | Totale | Totale | Totale | Totale | DR  |
| Competizione | Punti | G       | V       | N       | P       | Gf      | Gs      | G            | V            | N            | P            | Gf           | Gs           | G      | V      | N      | P      | Gf     | Gs     | DR  |
| ------------ | ----- | ------- | ------- | ------- | ------- | ------- | ------- | ------------ | ------------ | ------------ | ------------ | ------------ | ------------ | ------ | ------ | ------ | ------ | ------ | ------ | --- |
| Serie B      | 28    | 19      | 8       | 6       | 5       | 18      | 13      | 19           | 0            | 6            | 13           | 11           | 34           | 38     | 8      | 12     | 18     | 29     | 47     | -18 |
| Coppa Italia | -     | 1       | 0       | 0       | 1       | 0       | 3       | 1            | 1            | 0            | 0            | 1            | 0            | 2      | 1      | 0      | 1      | 1      | 3      | -2  |
| Totale       | -     | 20      | 8       | 6       | 6       | 18      | 16      | 20           | 1            | 6            | 13           | 12           | 34           | 40     | 9      | 12     | 19     | 30     | 50     | -20 |

### Statistiche dei giocatori
Tra parentesi le autoreti.
| Giocatore             | Serie B  | Serie B | Serie B     | Serie B    | Coppa Italia | Coppa Italia | Coppa Italia | Coppa Italia | Totale   | Totale | Totale      | Totale     |
| Giocatore             | Presenze | Reti    | Ammonizioni | Espulsioni | Presenze     | Reti         | Ammonizioni  | Espulsioni   | Presenze | Reti   | Ammonizioni | Espulsioni |
| --------------------- | -------- | ------- | ----------- | ---------- | ------------ | ------------ | ------------ | ------------ | -------- | ------ | ----------- | ---------- |
| G. Antonaccio         | 24       | 3       | ?           | 0          | 0            | 0            | 0            | 0            | 24       | 3      | 0+          | 0          |
| D. Bolognesi          | 30       | 1       | ?           | 1          | 2            | 1            | ?            | ?            | 32       | 2      | ?           | 1+         |
| G. Borgia             | 0        | 0       | 0           | 0          | 0            | 0            | 0            | 0            | 0        | 0      | 0           | 0          |
| A. Bruno              | 8        | - 11    | ?           | 0          | 0            | 0            | 0            | 0            | 8        | 0      | 0+          | 0          |
| M. Carrara            | 31       | 3       | ?           | 0          | 1            | 0            | ?            | ?            | 32       | 3      | ?           | 0+         |
| A. Caverzan           | 2        | 0       | ?           | 0          | 2            | 0            | ?            | ?            | 4        | 0      | ?           | 0+         |
| F. Centofanti         | 0        | 0       | 0           | 0          | 0            | 0            | 0            | 0            | 0        | 0      | 0           | 0          |
| G. Ceredi             | 23       | 0       | ?           | 1          | 0            | 0            | 0            | 0            | 23       | 0      | 0+          | 1          |
| O. Chierico           | 11       | 0       | ?           | 1          | 0            | 0            | 0            | 0            | 11       | 0      | 0+          | 1          |
| G. Colautti           | 14       | 0       | ?           | 1          | 1            | 0            | ?            | ?            | 15       | 0      | ?           | 1+         |
| G. Colombo            | 0        | 0       | 0           | 0          | 0            | 0            | 0            | 0            | 0        | 0      | 0           | 0          |
| G.M. Consonni         | 23       | 1       | ?           | 2          | 0            | 0            | 0            | 0            | 23       | 1      | 0+          | 2          |
| R. Di Gennaro         | 0        | 0       | 0           | 0          | 0            | 0            | 0            | 0            | 0        | 0      | 0           | 0          |
| M. Farris             | 20       | 0       | ?           | 0          | 0            | 0            | 0            | 0            | 20       | 0      | 0+          | 0          |
| O. Fino               | 1        | 0       | ?           | 0          | 0            | 0            | 0            | 0            | 1        | 0      | 0+          | 0          |
| F. Gabrieli           | 36       | 2       | ?           | 0          | 2            | 0            | ?            | ?            | 38       | 2      | ?           | 0+         |
| M. Gallaccio          | 22       | 1       | ?           | 0          | 1            | 0            | ?            | ?            | 23       | 1      | ?           | 0+         |
| S. Lancini            | 0        | 0       | 0           | 0          | 0            | 0            | 0            | 0            | 0        | 0      | 0           | 0          |
| M. Lanotte {{{last}}} | 0        | 0       | 0           | 0          | 0            | 0            | 0            | 0            | 0        | 0      | 0           | 0          |
| V. Lanotte {{{last}}} | 8        | 1       | ?           | 0          | 0            | 0            | 0            | 0            | 8        | 1      | 0+          | 0          |
| A. Misefori           | 30       | - 34    | ?           | 0          | 2            | - 3          | ?            | ?            | 32       | 0      | ?           | 0+         |
| E. Pirozzi            | 6        | 0       | ?           | 0          | 2            | 0            | ?            | ?            | 8        | 0      | ?           | 0+         |
| A. Pistella           | 36       | 9       | ?           | 0          | 2            | 0            | ?            | ?            | 38       | 9      | ?           | 0+         |
| A. Romei              | 0        | 0       | 0           | 0          | 0            | 0            | 0            | 0            | 0        | 0      | 0           | 0          |
| A. Rocchigiani        | 26       | 0       | ?           | 0          | 2            | 0            | ?            | ?            | 28       | 0      | ?           | 0+         |
| F. Signorelli         | 35       | 3 (1)   | ?           | 0          | 2            | 0            | ?            | ?            | 37       | 3 (1)  | ?           | 0+         |
| S. Sottili            | 34       | 1       | ?           | 2          | 2            | 0            | ?            | ?            | 36       | 1      | ?           | 2+         |
| S. Strappa            | 32       | 1       | ?           | 1          | 2            | 0            | ?            | ?            | 34       | 1      | ?           | 1+         |
| M. Tarantino          | 35       | 0       | ?           | 1          | 2            | 0            | ?            | ?            | 37       | 0      | ?           | 1+         |

## Giovanili

### Organigramma societario
Area tecnica
- Allenatore primavera: Francesco Stanzione

### Piazzamenti
- Primavera
  - Campionato: